# Copa del Rey de fútbol 1995-96
La Copa del Rey de Fútbol 1995-96 es la edición número 92 de dicha competición española. Se disputó con la participación de equipos de las divisiones Primera, Segunda, Segunda B y Tercera, excepto los equipos filiales de otros clubes aunque jueguen en dichas categorías.
El campeón fue el Club Atlético de Madrid, por 9.ª vez en su historia al vencer en la final disputada en La Romareda al F. C. Barcelona por 1 gol a 0.

## Primera ronda

### Cuadro
| Equipo 1                         | Agr.       | Equipo 2               | Ida | Vuelta |
| -------------------------------- | ---------- | ---------------------- | --- | ------ |
| Sestao S. C.                     | 3-4        | Deportivo Alavés       | 0-1 | 3-3    |
| C. D. Endesa Andorra             | 4-4        | Villarreal C. F.       | 3-0 | 1-4    |
| S. D. Beasain                    | 1-5        | C. D. Logroñés         | 1-1 | 0-4    |
| C. D. Colonia Moscardó           | 4-4        | C. D. Leganés          | 3-2 | 1-2    |
| C. D. Utrera                     | 1-5        | Córdoba C. F.          | 1-1 | 0-4    |
| S. C. D. Durango                 | 2-1        | S. D. Huesca           | 1-0 | 1-1    |
| D. A. V. Santa Ana               | 1-6        | Getafe C. F.           | 0-3 | 1-3    |
| C. D. Aurrerá de Vitoria         | 1-2        | S. D. Eibar            | 0-0 | 1-2    |
| Real Unión Club                  | 0-5        | C. Atlético Osasuna    | 0-1 | 0-4    |
| F. C. Andorra                    | 3-1        | Palamós C. F.          | 1-0 | 2-1    |
| U. D. A. Gramanet Milán          | 1-6        | U. E. Lleida           | 0-2 | 1-4    |
| C. D. Castellón                  | 1-3        | Levante U. D.          | 1-0 | 0-3    |
| U. D. San Sebastián de los Reyes | 2-2        | C. D. Numancia         | 2-2 | 0-0    |
| Yeclano C. F.                    | 0-2        | Novelda C. F.          | 0-0 | 0-2    |
| C. D. Toledo                     | 0-3        | Real Valladolid C. F.  | 0-1 | 0-2    |
| Pontevedra C. F.                 | 2-3        | C. D. Endesa As Pontes | 2-2 | 0-1    |
| U. D. Las Palmas                 | 2-1        | C. D. Mensajero        | 2-1 | 0-0    |
| U. D. San Pedro                  | 2-3        | C. Atlético Marbella   | 2-1 | 0-2    |
| A. E. C. Manlleu                 | 1-3        | R. C. D. Mallorca      | 0-1 | 1-2    |
| Talavera C. F.                   | 3-3        | Cultural D. Leonesa    | 2-2 | 1-1    |
| C. F. Extremadura                | 4-0        | C. D. Badajoz          | 2-0 | 2-0    |
| Vélez C. F.                      | 3-3        | Real Jaén C. F.        | 1-1 | 2-2    |
| Málaga C. F.                     | 1-1 (pen.) | Écija Balompié         | 1-0 | 0-1    |
| Elche C. F.                      | 0-1        | Hércules C. F.         | 0-1 | 0-0    |
| Racing C. de Ferrol              | 3-1        | C. D. Orense           | 1-0 | 2-1    |
| Almería C. F.                    | 5-1        | Albacete Balompié      | 4-1 | 1-0    |

### Partidos
| Ida; 6 de septiembre de 1995 | Sestao S. C. | 0-1 | Deportivo Alavés |  |  |

| Vuelta; 20 de septiembre de 1995 | Deportivo Alavés | 3-3 (Global 4-3) | Sestao S. C. |  |  |

| Ida; 7 de septiembre de 1995 | C. D. Endesa Andorra | 3-0 | Villarreal C. F. |  |  |

| Vuelta; 21 de septiembre de 1995 | Villarreal C. F. | 4-1 (Global 4-4) | C. D. Endesa Andorra |  |  |

| Ida; 7 de septiembre de 1995 | S. D. Beasáin | 1-1 | C. D. Logroñés |  |  |

| Vuelta; 21 de septiembre de 1995 | C. D. Logroñés | 4-0 (Global 5-1) | S. D. Beasáin |  |  |

| Ida; 7 de septiembre de 1995 | C. D. Colonia Moscardó | 3-2 | C. D. Leganés |  |  |

| Vuelta; 21 de septiembre de 1995 | C. D. Leganés | 2-1 (Global 4-4) | C. D. Colonia Moscardó |  |  |

| Ida; 7 de septiembre de 1995 | C. D. Utrera | 1-1 | Córdoba C. F. |  |  |

| Vuelta; 21 de septiembre de 1995 | Córdoba C. F. | 4-0 (Global 5-1) | C. D. Utrera |  |  |

| Ida; 7 de septiembre de 1995 | S. C. D. Durango | 1-0 | S. D. Huesca |  |  |

| Vuelta; 21 de septiembre de 1995 | S. D. Huesca | 1-1 (Global 1-2) | S. C. D. Durango |  |  |

| Ida; 7 de septiembre de 1995 | D. A. V. Santa Ana | 0-3 | Getafe C. F. |  |  |

| Vuelta; 21 de septiembre de 1995 | Getafe C. F. | 3-1 (Global 6-1) | D. A. V. Santa Ana |  |  |

| Ida; 7 de septiembre de 1995 | C. D. Aurrerá de Vitoria | 0-0 | S. D. Eibar |  |  |

| Vuelta; 21 de septiembre de 1995 | S. D. Eibar | 2-1 (Global 2-1) | C. D. Aurrerá de Vitoria |  |  |

| Ida; 7 de septiembre de 1995 | Real Unión Club | 0-1 | C. Atlético Osasuna |  |  |

| Vuelta; 21 de septiembre de 1995 | C. Atlético Osasuna | 4-0 (Global 5-0) | Real Unión Club |  |  |

| Ida; 7 de septiembre de 1995 | F. C. Andorra | 1-0 | Palamós C. F. |  |  |

| Vuelta; 21 de septiembre de 1995 | Palamós C. F. | 1-2 (Global 1-3) | F. C. Andorra |  |  |

| Ida; 7 de septiembre de 1995 | U. D. A. Gramanet Milán | 0-2 | U. E. Lleida |  |  |

| Vuelta; 20 de septiembre de 1995 | U. E. Lleida | 4-1 (Global 6-1) | U. D. A. Gramanet Milán |  |  |

| Ida; 7 de septiembre de 1995 | C. D. Castellón | 1-0 | Levante U. D. |  |  |

| Vuelta; 21 de septiembre de 1995 | Levante U. D. | 3-0 (Global 3-1) | C. D. Castellón |  |  |

| Ida; 7 de septiembre de 1995 | U. D. San Sebastián de los Reyes | 2-2 | C. D. Numancia |  |  |

| Vuelta; 21 de septiembre de 1995 | C. D. Numancia | 0-0 (Global 2-2) | U. D. San Sebastián de los Reyes |  |  |

| Ida; 7 de septiembre de 1995 | Yeclano C. F. | 0-0 | Novelda C. F. |  |  |

| Vuelta; 21 de septiembre de 1995 | Novelda C. F. | 2-0 (Global 2-0) | Yeclano C. F. |  |  |

| Ida; 7 de septiembre de 1995 | C. D. Toledo | 0-1 | Real Valladolid C. F. |  |  |

| Vuelta; 21 de septiembre de 1995 | Real Valladolid C. F. | 2-0 (Global 3-0) | C. D. Toledo |  |  |

| Ida; 7 de septiembre de 1995 | Pontevedra C. F. | 2-2 | C. D. Endesa As Pontes |  |  |

| Vuelta; 21 de septiembre de 1995 | C. D. Endesa As Pontes | 1-0 (Global 3-2) | Pontevedra C. F. |  |  |

| Ida; 7 de septiembre de 1995 | U. D. Las Palmas | 2-1 | C. D. Mensajero |  |  |

| Vuelta; 21 de septiembre de 1995 | C. D. Mensajero | 0-0 (Global 1-2) | U. D. Las Palmas |  |  |

| Ida; 7 de septiembre de 1995 | U. D. San Pedro | 2-1 | C. Atlético Marbella |  |  |

| Vuelta; 21 de septiembre de 1995 | C. Atlético Marbella | 2-0 (Global 3-2) | U. D. San Pedro |  |  |

| Ida; 7 de septiembre de 1995 | A. E. C. Manlleu | 0-1 | R. C. D. Mallorca |  |  |

| Vuelta; 21 de septiembre de 1995 | R. C. D. Mallorca | 2-1 (Global 3-1) | A. E. C. Manlleu |  |  |

| Ida; 7 de septiembre de 1995 | Talavera C. F. | 2-2 | Cultural D. Leonesa |  |  |

| Vuelta; 21 de septiembre de 1995 | Cultural D. Leonesa | 1-1 (Global 3-3) | Talavera C. F. |  |  |

| Ida; 7 de septiembre de 1995 | C. F. Extremadura | 2-0 | C. D. Badajoz |  |  |

| Vuelta; 21 de septiembre de 1995 | C. D. Badajoz | 0-2 (Global 0-4) | C. F. Extremadura |  |  |

| Ida; 7 de septiembre de 1995 | Vélez C. F. | 1-1 | Real Jaén C. F. |  |  |

| Vuelta; 21 de septiembre de 1995 | Real Jaén C. F. | 2-2 (Global 3-3) | Vélez C. F. |  |  |

| Ida; 7 de septiembre de 1995 | Málaga C. F. | 1-0 | Écija Balompié |  |  |

| Vuelta; 21 de septiembre de 1995 | Écija Balompié | 1-0 (Global (pen.) 1-1) | Málaga C. F. |  |  |

| Ida; 7 de septiembre de 1995 | Elche C. F. | 0-1 | Hércules C. F. |  |  |

| Vuelta; 20 de septiembre de 1995 | Hércules C. F. | 0-0 (Global 1-0) | Elche C. F. |  |  |

| Ida; 19 de septiembre de 1995 | Racing C. de Ferrol | 1-0 | C. D. Orense |  |  |

| Vuelta; 21 de septiembre de 1995 | C. D. Orense | 1-2 (Global 1-3) | Racing C. de Ferrol |  |  |

| Ida; 21 de septiembre de 1995 | Almería C. F. | 4-1 | Albacete Balompié |  |  |

| Vuelta; 12 de octubre de 1995 | Albacete Balompié | 0-1 (Global 1-5) | Almería C. F. |  |  |

## Segunda ronda

### Cuadro
| Equipo 1               | Agr.       | Equipo 2                       | Ida | Vuelta |
| ---------------------- | ---------- | ------------------------------ | --- | ------ |
| Racing C. de Ferrol    | 1-5        | R. Sporting de Gijón           | 1-1 | 0-4    |
| F. C. Andorra          | 4-2        | Getafe C. F.                   | 3-0 | 1-2    |
| C. Atlético Marbella   | 1-3        | Rayo Vallecano de Madrid       | 0-0 | 1-3    |
| C. F. Extremadura      | 2-4        | R. C. D. Espanyol de Barcelona | 1-1 | 1-3    |
| Vélez C. F.            | 1-10       | C. D. Tenerife                 | 1-2 | 0-8    |
| U. D. Las Palmas       | 1-1        | C. D. Leganés                  | 1-1 | 0-0    |
| Deportivo Alavés       | 1-5        | Athletic Club                  | 0-1 | 1-4    |
| Almería C. F.          | 2-6        | C. Atlético de Madrid          | 1-4 | 1-2    |
| C. D. Endesa Andorra   | 2-5        | Levante U. D.                  | 1-1 | 1-4    |
| C. D. Numancia         | (pen.) 2-2 | Real Sociedad de F.            | 2-0 | 0-2    |
| C. D. Logroñés         | 2-5        | R. Racing C. de Santander      | 1-2 | 1-3    |
| S. D. Eibar            | 1-2        | S. D. Compostela               | 1-0 | 0-2    |
| C. Atlético Osasuna    | 4-7        | Real Oviedo                    | 3-3 | 1-4    |
| Córdoba C. F.          | 1-5        | C. P. Mérida                   | 1-3 | 0-2    |
| U. E. Lleida           | 1-2        | Écija Balompié                 | 0-2 | 1-0    |
| R. C. D. Mallorca      | 0-0 (pen.) | Valencia C. F.                 | 0-0 | 0-0    |
| Novelda C. F.          | 0-2        | Hércules C. F.                 | 0-0 | 0-2    |
| Cultural D. Leonesa    | 2-4        | Real Valladolid C. F.          | 1-1 | 1-3    |
| C. D. Endesa As Pontes | 1-2        | R. C. Celta de Vigo            | 0-0 | 1-2    |
| S. C. D. Durango       | 0-6        | U. D. Salamanca                | 0-2 | 0-4    |

### Partidos
| Ida; 24 de octubre de 1995 | Racing C. de Ferrol | 1-1 | R. Sporting de Gijón |  |  |

| Vuelta; 8 de noviembre de 1995 | R. Sporting de Gijón | 4-0 (Global 5-1) | Racing C. de Ferrol |  |  |

| Ida; 25 de octubre de 1995 | F. C. Andorra | 3-0 | Getafe C. F. |  |  |

| Vuelta; 8 de noviembre de 1995 | Getafe C. F. | 2-1 (Global 2-4) | F. C. Andorra |  |  |

| Ida; 25 de octubre de 1995 | C. Atlético Marbella | 0-0 | Rayo Vallecano de Madrid |  |  |

| Vuelta; 9 de noviembre de 1995 | Rayo Vallecano de Madrid | 3-1 (Global 3-1) | C. Atlético Marbella |  |  |

| Ida; 25 de octubre de 1995 | C. F. Extremadura | 1-1 | R. C. D. Espanyol de Barcelona |  |  |

| Vuelta; 8 de noviembre de 1995 | R. C. D. Espanyol de Barcelona | 3-1 (Global 4-2) | C. F. Extremadura |  |  |

| Ida; 25 de octubre de 1995 | Vélez C. F. | 1-2 | C. D. Tenerife |  |  |

| Vuelta; 8 de noviembre de 1995 | C. D. Tenerife | 8-0 (Global 10-1) | Vélez C. F. |  |  |

| Ida; 25 de octubre de 1995 | U. D. Las Palmas | 1-1 | C. D. Leganés |  |  |

| Vuelta; 8 de noviembre de 1995 | C. D. Leganés | 0-0 (Global 1-1) | U. D. Las Palmas |  |  |

| Ida; 25 de octubre de 1995 | Deportivo Alavés | 0-1 | Athletic Club |  |  |

| Vuelta; 8 de noviembre de 1995 | Athletic Club | 4-1 (Global 5-1) | Deportivo Alavés |  |  |

| Ida; 25 de octubre de 1995 | Almería C. F. | 1-4 | C. Atlético de Madrid |  |  |

| Vuelta; 8 de noviembre de 1995 | C. Atlético de Madrid | 2-1 (Global 6-2) | Almería C. F. |  |  |

| Ida; 25 de octubre de 1995 | C. D. Endesa Andorra | 1-1 | Levante U. D. |  |  |

| Vuelta; 8 de noviembre de 1995 | Levante U. D. | 4-1 (Global 5-2) | C. D. Endesa Andorra |  |  |

| Ida; 25 de octubre de 1995 | C. D. Numancia | 2-0 | Real Sociedad de F. |  |  |

| Vuelta; 8 de noviembre de 1995 | Real Sociedad de F. | 2-0 (t. s.)(8:9 p.)(Global 2-2) | C. D. Numancia |  |  |

| Ida; 25 de octubre de 1995 | C. D. Logroñés | 1-2 | R. Racing C. de Santander |  |  |

| Vuelta; 8 de noviembre de 1995 | R. Racing C. de Santander | 3-1 (Global 5-2) | C. D. Logroñés |  |  |

| Ida; 25 de octubre de 1995 | S. D. Eibar | 1-0 | S. D. Compostela |  |  |

| Vuelta; 8 de noviembre de 1995 | S. D. Compostela | 2-0 (Global 2-1) | S. D. Eibar |  |  |

| Ida; 25 de octubre de 1995 | C. Atlético Osasuna | 3-3 | Real Oviedo |  |  |

| Vuelta; 8 de noviembre de 1995 | Real Oviedo | 4-1 (Global 7-4) | C. Atlético Osasuna |  |  |

| Ida; 25 de octubre de 1995 | Córdoba C. F. | 1-3 | C. P. Mérida |  |  |

| Vuelta; 8 de noviembre de 1995 | C. P. Mérida | 2-0 (Global 5-1) | Córdoba C. F. |  |  |

| Ida; 25 de octubre de 1995 | U. E. Lleida | 0-2 | Écija Balompié |  |  |

| Vuelta; 8 de noviembre de 1995 | Écija Balompié | 0-1 (Global 2-1) | U. E. Lleida |  |  |

| Ida; 25 de octubre de 1995 | R. C. D. Mallorca | 0-0 | Valencia C. F. |  |  |

| Vuelta; 8 de noviembre de 1995 | Valencia C. F. | 0-0 (t. s.)(4:1 p.)(Global 0-0) | R. C. D. Mallorca |  |  |

| Ida; 25 de octubre de 1995 | Novelda C. F. | 0-0 | Hércules C. F. |  |  |

| Vuelta; 8 de noviembre de 1995 | Hércules C. F. | 2-0 (Global 2-0) | Novelda C. F. |  |  |

| Ida; 25 de octubre de 1995 | Cultural D. Leonesa | 1-1 | Real Valladolid C. F. |  |  |

| Vuelta; 8 de noviembre de 1995 | Real Valladolid C. F. | 3-1 (Global 4-2) | Cultural D. Leonesa |  |  |

| Ida; 25 de octubre de 1995 | C. D. Endesa As Pontes | 0-0 | R. C. Celta de Vigo |  |  |

| Vuelta; 7 de noviembre de 1995 | R. C. Celta de Vigo | 2-1 (Global 2-1) | C. D. Endesa As Pontes |  |  |

| Ida; 25 de octubre de 1995 | S. C. D. Durango | 0-2 | U. D. Salamanca |  |  |

| Vuelta; 8 de noviembre de 1995 | U. D. Salamanca | 4-0 (Global 6-0) | S. C. D. Durango |  |  |

## Tercera ronda

### Cuadro
| Equipo 1              | Agr. | Equipo 2                       | Ida | Vuelta |
| --------------------- | ---- | ------------------------------ | --- | ------ |
| C. Atlético de Madrid | 8-5  | C. P. Mérida                   | 4-1 | 4-4    |
| U. D. Salamanca       | 1-3  | Athletic Club                  | 0-0 | 1-3    |
| S. D. Compostela      | 2-1  | Real Valladolid C. F.          | 1-0 | 1-1    |
| C. D. Leganés         | 1-6  | R. C. D. Espanyol de Barcelona | 0-1 | 1-5    |
| C. D. Numancia        | 1-0  | R. Racing C. de Santander      | 0-0 | 1-0    |
| Écija Balompié        | 2-5  | R. Sporting de Gijón           | 2-0 | 0-5    |
| Levante U. D.         | 2-6  | C. D. Tenerife                 | 1-0 | 1-6    |
| F. C. Andorra         | 0-7  | R. C. Celta de Vigo            | 0-5 | 0-2    |
| Hércules C. F.        | 2-1  | Rayo Vallecano de Madrid       | 1-1 | 1-0    |
| Real Oviedo           | 1-2  | Valencia C. F.                 | 1-1 | 0-1    |

### Partidos
| Ida; 28 de noviembre de 1995 | C. Atlético de Madrid | 4-1 | C. P. Mérida |  |  |

| Vuelta; 13 de diciembre de 1995 | C. P. Mérida | 4-4 (Global 5-8) | C. Atlético de Madrid |  |  |

| Ida; 29 de noviembre de 1995 | U. D. Salamanca | 0-0 | Athletic Club |  |  |

| Vuelta; 14 de diciembre de 1995 | Athletic Club | 3-1 (Global 3-1) | U. D. Salamanca |  |  |

| Ida; 29 de noviembre de 1995 | S. D. Compostela | 1-0 | Real Valladolid C. F. |  |  |

| Vuelta; 13 de diciembre de 1995 | Real Valladolid C. F. | 1-1 (Global 1-2) | S. D. Compostela |  |  |

| Ida; 29 de noviembre de 1995 | C. D. Leganés | 0-1 | R. C. D. Espanyol de Barcelona |  |  |

| Vuelta; 13 de diciembre de 1995 | R. C. D. Espanyol de Barcelona | 5-1 (Global 6-1) | C. D. Leganés |  |  |

| Ida; 29 de noviembre de 1995 | C. D. Numancia | 0-0 | R. Racing C. de Santander |  |  |

| Vuelta; 13 de diciembre de 1995 | R. Racing C. de Santander | 0-1 (Global 0-1) | C. D. Numancia |  |  |

| Ida; 29 de noviembre de 1995 | Écija Balompié | 2-0 | R. Sporting de Gijón |  |  |

| Vuelta; 13 de diciembre de 1995 | R. Sporting de Gijón | 5-0 (Global 5-2) | Écija Balompié |  |  |

| Ida; 29 de noviembre de 1995 | Levante U. D. | 1-0 | C. D. Tenerife |  |  |

| Vuelta; 13 de diciembre de 1995 | C. D. Tenerife | 6-1 (Global 6-2) | Levante U. D. |  |  |

| Ida; 29 de noviembre de 1995 | F. C. Andorra | 0-5 | R. C. Celta de Vigo |  |  |

| Vuelta; 13 de diciembre de 1995 | R. C. Celta de Vigo | 2-0 (Global 7-0) | F. C. Andorra |  |  |

| Ida; 29 de noviembre de 1995 | Hércules C. F. | 1-1 | Rayo Vallecano de Madrid |  |  |

| Vuelta; 13 de diciembre de 1995 | Rayo Vallecano de Madrid | 0-1 (Global 1-2) | Hércules C. F. |  |  |

| Ida; 30 de noviembre de 1995 | Real Oviedo | 1-1 | Valencia C. F. |  |  |

| Vuelta; 12 de diciembre de 1995 | Valencia C. F. | 1-0 (Global 2-1) | Real Oviedo |  |  |

## Octavos de final

### Cuadro
| Equipo 1                       | Agr. | Equipo 2             | Ida | Vuelta |
| ------------------------------ | ---- | -------------------- | --- | ------ |
| Athletic Club                  | 3-3  | Real Zaragoza C. D.  | 2-3 | 1-0    |
| C. Atlético de Madrid          | 3-2  | Real Betis Balompié  | 1-1 | 2-1    |
| R. C. Celta de Vigo            | 1-4  | Valencia C. F.       | 1-1 | 0-3    |
| R. C. Deportivo de La Coruña   | 2-3  | C. D. Tenerife       | 1-1 | 1-2    |
| R. C. D. Espanyol de Barcelona | 5-3  | Real Madrid C. F.    | 4-1 | 1-2    |
| Hércules C. F.                 | 1-4  | F. C. Barcelona      | 0-0 | 1-4    |
| C. D. Numancia                 | 2-1  | R. Sporting de Gijón | 2-1 | 0-0    |
| Sevilla F. C.                  | 3-1  | S. D. Compostela     | 2-1 | 1-0    |

### Partidos
| Ida; 10 de enero de 1996 | Athletic Club | 2-3 | Real Zaragoza C. D. |  |  |

| Vuelta; 17 de enero de 1996 | Real Zaragoza C. D. | 0-1 (Global 3-3) | Athletic Club |  |  |

| Ida; 9 de enero de 1996 | C. Atlético de Madrid | 1-1 | Real Betis Balompié |  |  |

| Vuelta; 17 de enero de 1996 | Real Betis Balompié | 1-2 (Global 2-3) | C. Atlético de Madrid |  |  |

| Ida; 10 de enero de 1996 | R. C. Celta de Vigo | 1-1 | Valencia C. F. |  |  |

| Vuelta; 17 de enero de 1996 | Valencia C. F. | 3-0 (Global 4-1) | R. C. Celta de Vigo |  |  |

| Ida; 10 de enero de 1996 | R. C. Deportivo de La Coruña | 1-1 | C. D. Tenerife |  |  |

| Vuelta; 17 de enero de 1996 | C. D. Tenerife | 2-1 (Global 3-2) | R. C. Deportivo de La Coruña |  |  |

| Ida; 11 de enero de 1996 | R. C. D. Espanyol de Barcelona | 4-1 | Real Madrid C. F. |  |  |

| Vuelta; 18 de enero de 1996 | Real Madrid C. F. | 2-1 (Global 3-5) | R. C. D. Espanyol de Barcelona |  |  |

| Ida; 10 de enero de 1996 | Hércules C. F. | 0-0 | F. C. Barcelona |  |  |

| Vuelta; 17 de enero de 1996 | F. C. Barcelona | 4-1 (Global 4-1) | Hércules C. F. |  |  |

| Ida; 10 de enero de 1996 | C. D. Numancia | 2-1 | R. Sporting de Gijón |  |  |

| Vuelta; 17 de enero de 1996 | R. Sporting de Gijón | 0-0 (Global 1-2) | C. D. Numancia |  |  |

| Ida; 10 de enero de 1996 | Sevilla F. C. | 2-1 | S. D. Compostela |  |  |

| Vuelta; 17 de enero de 1996 | S. D. Compostela | 0-1 (Global 1-3) | Sevilla F. C. |  |  |

## Cuartos de final

### Cuadro
| Equipo 1                       | Agr. | Equipo 2              | Ida | Vuelta |
| ------------------------------ | ---- | --------------------- | --- | ------ |
| R. C. D. Espanyol de Barcelona | 1-1  | Real Zaragoza C. D.   | 0-0 | 1-1    |
| C. D. Numancia                 | 3-5  | F. C. Barcelona       | 2-2 | 1-3    |
| Sevilla F. C.                  | 1-3  | Valencia C. F.        | 1-1 | 0-2    |
| C. D. Tenerife                 | 0-3  | C. Atlético de Madrid | 0-0 | 0-3    |

### Partidos
| Ida; 31 de enero de 1996 | R. C. D. Espanyol de Barcelona | 0-0 | Real Zaragoza C. D. |  |  |

| Vuelta; 14 de febrero de 1996 | Real Zaragoza C. D. | 1-1 (Global 1-1) | R. C. D. Espanyol de Barcelona |  |  |

| Ida; 1 de febrero de 1996 | C. D. Numancia | 2-2 | F. C. Barcelona |  |  |

| Vuelta; 14 de febrero de 1996 | F. C. Barcelona | 3-1 (Global 5-3) | C. D. Numancia |  |  |

| Ida; 30 de enero de 1996 | Sevilla F. C. | 1-1 | Valencia C. F. |  |  |

| Vuelta; 13 de febrero de 1996 | Valencia C. F. | 2-0 (Global 3-1) | Sevilla F. C. |  |  |

| Ida; 31 de enero de 1996 | C. D. Tenerife | 0-0 | C. Atlético de Madrid |  |  |

| Vuelta; 15 de febrero de 1996 | C. Atlético de Madrid | 3-0 (Global 3-0) | C. D. Tenerife |  |  |

## Semifinales

### Cuadro
| Equipo 1        | Agr. | Equipo 2                       | Ida | Vuelta |
| --------------- | ---- | ------------------------------ | --- | ------ |
| F. C. Barcelona | 4-2  | R. C. D. Espanyol de Barcelona | 1-0 | 3-2    |
| Valencia C. F.  | 5-6  | C. Atlético de Madrid          | 3-5 | 2-1    |

### Partidos
| Ida; 22 de febrero de 1996 | F. C. Barcelona | 1-0 | R. C. D. Espanyol de Barcelona |  |  |

| Vuelta; 28 de febrero de 1996 | R. C. D. Espanyol de Barcelona | 2-3 (Global 2-4) | F. C. Barcelona |  |  |

| Ida; 21 de febrero de 1996 | Valencia C. F. | 3-5 | C. Atlético de Madrid |  |  |

| Vuelta; 29 de febrero de 1996 | C. Atlético de Madrid | 1-2 (Global 6-5) | Valencia C. F. |  |  |

## Final
| 10 de abril de 1996, 20:30 CET | F. C. Barcelona | 0-1 (t. s.) | C. Atlético de Madrid | La Romareda, Zaragoza,                                |                                                       |
|                                |                 |             | Pantić 102'           | Asistencia: 32,500 espectadores Árbitro(s): Díaz Vega | Asistencia: 32,500 espectadores Árbitro(s): Díaz Vega |

| 1  | POR | Carles Busquets    |     |
| 26 | DEF | Albert Celades     | 17' |
| 20 | DEF | Miguel Ángel Nadal |     |
| 5  | DEF | Gheorghe Popescu   |     |
| 12 | DEF | Sergi Barjuan      |     |
| 8  | MED | Guillermo Amor     |     |
| 4  | MED | Pep Guardiola      |     |
| 6  | MED | José Mari Bakero   | 61' |
| 7  | DEL | Luis Figo          | 75' |
| 14 | DEL | Jordi Cruyff       |     |
| 11 | DEL | Gheorghe Hagi      |     |
| DT | DT  | Johan Cruyff       |     |

| 1  | POR | José Francisco Molina    |     |
| 20 | DEF | Delfí Geli               |     |
| 6  | DEF | Santi Denia              |     |
| 4  | DEF | Roberto Solozábal        |     |
| 3  | DEF | Toni Muñoz               |     |
| 14 | MED | Diego Simeone            |     |
| 8  | MED | Juan Vizcaíno            | 82' |
| 10 | MED | Milinko Pantić           |     |
| 21 | MED | José Luis Pérez Caminero |     |
| 19 | DEL | Kiko Narváez             | 84' |
| 9  | DEL | Luboslav Penev           | 61' |
| DT | DT  | Radomir Antić            |     |

| 2  | DEF | Albert Ferrer     | 17' |
| 21 | MED | Robert Prosinečki | 75' |
| 24 | MED | Roger García      | 61' |

| 5  | DEF | Juanma López       | 61' |
| 18 | MED | Roberto Fresnedoso | 84' |
| 7  | DEL | Leonardo Biagini   | 82' |

|  | 102' | Milinko Pantić | 0-1 |

|  | 18'  | José Mari Bakero   |
|  | 27'  | Sergi Barjuan      |
|  | 36'  | Gheorghe Hagi      |
|  | 66'  | Miguel Ángel Nadal |
|  | 104' | Roger García       |

|  | 25'  | Santi Denia       |
|  | 35'  | Toni Muñoz        |
|  | 41'  | Milinko Pantić    |
|  | 112' | Roberto Solozábal |
|  | 118' | José Molina       |

|  | 117' | Sergi Barjuan |

|  | 116' | Roberto Solozábal |

| Árbitro: | Manuel Díaz Vega |

| 1  | POR | Carles Busquets    |     |
| 26 | DEF | Albert Celades     | 17' |
| 20 | DEF | Miguel Ángel Nadal |     |
| 5  | DEF | Gheorghe Popescu   |     |
| 12 | DEF | Sergi Barjuan      |     |
| 8  | MED | Guillermo Amor     |     |
| 4  | MED | Pep Guardiola      |     |
| 6  | MED | José Mari Bakero   | 61' |
| 7  | DEL | Luis Figo          | 75' |
| 14 | DEL | Jordi Cruyff       |     |
| 11 | DEL | Gheorghe Hagi      |     |
| DT | DT  | Johan Cruyff       |     |

| 1  | POR | José Francisco Molina    |     |
| 20 | DEF | Delfí Geli               |     |
| 6  | DEF | Santi Denia              |     |
| 4  | DEF | Roberto Solozábal        |     |
| 3  | DEF | Toni Muñoz               |     |
| 14 | MED | Diego Simeone            |     |
| 8  | MED | Juan Vizcaíno            | 82' |
| 10 | MED | Milinko Pantić           |     |
| 21 | MED | José Luis Pérez Caminero |     |
| 19 | DEL | Kiko Narváez             | 84' |
| 9  | DEL | Luboslav Penev           | 61' |
| DT | DT  | Radomir Antić            |     |

| 2  | DEF | Albert Ferrer     | 17' |
| 21 | MED | Robert Prosinečki | 75' |
| 24 | MED | Roger García      | 61' |

| 5  | DEF | Juanma López       | 61' |
| 18 | MED | Roberto Fresnedoso | 84' |
| 7  | DEL | Leonardo Biagini   | 82' |

|  | 102' | Milinko Pantić | 0-1 |

|  | 18'  | José Mari Bakero   |
|  | 27'  | Sergi Barjuan      |
|  | 36'  | Gheorghe Hagi      |
|  | 66'  | Miguel Ángel Nadal |
|  | 104' | Roger García       |

|  | 25'  | Santi Denia       |
|  | 35'  | Toni Muñoz        |
|  | 41'  | Milinko Pantić    |
|  | 112' | Roberto Solozábal |
|  | 118' | José Molina       |

|  | 117' | Sergi Barjuan |

|  | 116' | Roberto Solozábal |

| Árbitro: | Manuel Díaz Vega |

|                            |
|                            |
| Campeón Atlético de Madrid |
| 9.º Título                 |